# دانيلا كانغ
دانيلا كانغ (بالإنجليزية: Danielle Kang)‏ هي لاعبة غولف أمريكية، ولدت في 20 أكتوبر 1992 في سان فرانسيسكو في الولايات المتحدة.

## وصلات خارجية
- دانيلا كانغ على موقع رابطة لاعبات الغولف المحترفات (الإنجليزية)
- دانيلا كانغ على موقع اللجنة الأولمبية الدولية (الإنجليزية)
- دانيلا كانغ على موقع أوليمبيديا (الإنجليزية)